# Giōrgos Eleutheriou
Giōrgos Eleutheriou (in greco: Γιώργος Ελευθερίου; Nicosia, 30 settembre 1984) è un ex calciatore cipriota, di ruolo centrocampista.

## Carriera

### Club
Ha esordito in nazionale maggiore il 10 settembre 2013 in Cipro-Slovenia (0-2) valida per le qualificazioni ai Mondiali 2014.